# 진싱
진싱(중국어: 金星, 병음: Jin Xing, 한자음: 김성, 1967년 8월 13일 ~ )은 중국 랴오닝성 선양시 출신의 현대 무용가, 발레리나, 안무가로, 트랜스젠더 여성 무용가이며 뮤지컬 배우이기도 하다. 현대 무용단인 '상하이 진싱 무용단'의 소유주이기도 하다. 조선족 출신으로, 그는 중국 정부로부터 처음으로 공식적으로 인정된 트랜스젠더이다. 베이징 시립 북경현대무용단(北京現代舞團)의 창설자이기도 하다.
9세 때부터 중국 인민해방군에 근무하며 군사 훈련과 무용을 배웠고, 군국가무단에서 활동했다. 이후 중국 인민해방군 육군 하사로 예편하였으며 1987년 현대무용을 배우러 미국으로 건너가 1991년부터 미국, 유럽 등지에서 순회공연하였다. 로마에서 무용을 가르치다가 1994년 중국으로 돌아와 문화부 공무원이 되었고, 1996년 베이징 시 문화국과 함께 북경현대무용단을 창설하였다. 1995년 북경의과대학 정형외과병원에서 성전환 수술을 받고 여성이 되었다. 한때 다리 마비를 겪었으나 이겨내고 1998년부터는 상하이에서 무용 지도와 안무 등을 하였다.
대한민국에는 2000년 8월 KBS1의 인간극장과 2001년 9월 수요기획을 통해 널리 알려졌는데, 그보다 훨씬 전인 1989년에 아메리칸 댄스 페스티벌에서 인연을 맺은 것을 계기로 잠시 국내에 들어와 한국현대무용단의 공연에 참여한 적이 있었다. 2002년에는 대한민국 영화 성냥팔이 소녀의 재림에도 출연하였다.

## 생애 및 경력

### 초기 활동
1967년 8월 13일 진싱은 랴오닝성 선양시의 조선족 집안에서 남자로 태어났으며, 아버지는 중화인민공화국 공안부에서 근무하였다. 진싱은 지역의 조선족 소학교에 입학하였으며, 여러 번의 주판 대회에서 우승을 차지하였다. 진싱은 4세 때부터 무용 연기에 많은 관심을 나타내었고, 9세가 되던 1974년에 중국 인민해방군에 합류하여 무용과 군사 훈련을 받았다. 진싱은 군국가무단의 일원이 되었으며, 중국 인민해방군 대령의 지위에 이르게 되었다. 이후 전국 청소년 무용경연대회에 중앙아시아 민족 무용단의 일원으로 참가하여 우승을 차지하였다.
1978년 심양군구역 전진가무단 무용배우로 있었고, 바로 해방군예술학원 무용과에 입학하여 1984년 해방군예술학원을 졸업했다.

### 수학 활동
무용수로 활동하던 중 1985년에는 《중국 도리컵(桃李杯)》 초청 경연에서 토댄스(足尖舞)를 안무하였는데, 도리컵 특별우수상을 수상했다. 1986년 제2회 전국무용경연에는 특별우수배우상을 받았다. 1987년 광동무용학교 현대무실험반에 들어가고 그 해 미국으로 유학하였다.
1987년 진싱은 현대 무용을 배우기 위해 뉴욕에 4년간 머물렀으며, 수료 후 1991년에는 미국 무용제에서 '절반의 꿈'이라는 작품으로 최우수상을 수상하였다. 1988년 미국 아시아문화기금회에서 미국무용제상학금을 받았다. 이후 1988년부터 그는 미국예술연구전액장학금을 받고 미국에서 현대무용을 배웠다. 1989년 한국 서울에 내한 개인작품야회를 개최하였다. 이후 여행 및 무용 공연을 위해 유럽으로 자리를 옮겼으며, 1991년부터 1993년까지 로마에서 무용을 가르쳤다. 동시에 이탈리아 텔레비전 제1방송국(RAI UNO)의 안무가를 겸임하였다.
1992년에는 벨기에 왕립 무용학원의 초대를 받아 왕립 무용학원 현대무용 겸임교수에 취임하고, 벨기에 백풍현대무용단(White Wind Dance Company)의 창설에 참여하였다. 1993년 중국 문화부의 초청을 받고 전국무용연출기초훈련반, 전국현대무용 배우훈련반을 조직했다. 같은 해인 11월 베이징에서 개인현대무용 《반몽 (半梦)》 특별공연을 시연, 성공적으로 개최하였다.

### 베이징현대무용단 창립
세계 순회 공연 이후, 1994년 중국 문화부의 공무원이 되었다. 26세에 진싱은 중국으로 돌아왔으며, 1995년 진싱은 북경의과대학 정형외과병원에서 성전환 수술을 받고 남자에서 여자가 되었다. 28세가 되던 1996년에 성전환 수술을 받았다. 수술 이후 잠시 동안 왼쪽 다리가 마비되는 일을 겪었으며, 회복된 이후에는 상하이에서 무용 지도와 안무를 하며 학생들을 가르치고 있다.
1996년 베이징 시 문화국과 공동으로 북경현대무용단을 창설, 북경현대무용단 예술총감독을 맡아 《적과 흑》,《해바라기》 등을 공연하였고, 1997년 화극 《단목(断腕)》의 주연이 되었다. 1997년 12월에 뮤지컬 《음악의 소리》의 연출을 맡았으며, 1998년 5월 베이징에서 현대무극 《귀비취<구>(贵妃醉<久>》를 창작공연했다. 8월 그의 작품 《적과 흑》은 중국 문화부 문화상(文华奖)을 받고, 그 해 10월 아세아 예술제에 참가, 개인작품 《새벽 3시》를 공연했다. 그 해 진싱은 북경현대무용단 총감독에서 사퇴하였다. 1998년 상하이에서 개인 무용단인 상하이 진싱 무용단을 창단하여 학생들을 지도하였다.

### 영화 출연과 무용, 안무 활동
2001년 대한민국의 방송채널 KBS1의 프로그램 인간극장, 수요기획을 통해 한국에도 알려지게 되었다. 진싱을 한국에 처음으로 소개한 이는 육완순 이화여대 교수, 무용인 이정은이다.
2004년 《상해 탱고》의 안무를 맡았으며, 유럽 순회공연을 다녀왔다. 그해 태국 영화 똠얌꿍에도 출연하여 깡패 두목 역할을 맡았고, 2005년에는 옹박 2에도 출연하였다. 2007년 영국 우산춤 무용제에 참석, 독무 <이렇게 멀어, 그렇게 가까워 這麼遠,那麼近>를 창작, 시연하였다.
2011년 11월 최승희 탄신 100주년 기념행사에 참석하였다. 재일 조선신보에 의하면 이에 앞서 이날 오전 최승희의 유해가 안치되어있는 신미리 애국열사릉에서 안동춘 문화상, 문예총 김병훈 위원장, 무용부문 관계자들과 유가족, 재일조선무용가 대표단, 중국 상하이 진싱 무용단 총감독이 참가한 가운데 화환진정 의식이 있었다 한다. 2011년과 2012년에는 상하이 동방위성방송 OTV에서 <무림대회> 심사위원을 맡았다.

## 작품 활동

### 무용 창작
- 1989년 <곡룡 哭龍>
- 1989년 <자기에 따라 걷다>
- 1990년 <백풍>
- 1990년 <민화교류>
- 1991년 <반몽 半夢>
- 1991년 이탈리아 <게이샤>
- 1992년 <발걸음>
- 1992년 <벨기에 성모마리아>
- 1992년 <자정광인>
- 1992년 <감정점>
- 1992년 <다른 관점>
- 1993년 <창구> 창작, 공연
- 1993년 <누가 누구를 보다> 창작, 공연
- 1993년 <색채 감각> 창작, 공연
- 1994년 <푸른 풍정> 감독
- 1995년 <게진 독무야회> 창작, 감독
- 1995년 <이바지> 창작, 감독
- 1996년 <적과 흑 紅與黑>
- 1997년 <해바라기>
- 1999년 <목단정> 편성
- 1999년 <최후의 빨간 나비>
- 2000년 <해상풍 海上風> 창작, 공연
- 2000년 <카르미나 부라나> 창작, 공연
- 2001년 <영원한 현재 시제> 창작, 독일 측과 협연
- 2002년 <동쪽에서 서쪽으로> 창작, 공연
- 2003년 <해상탱고 海上探戈> 창작, 공연
- 2003년 <사희> 창작, 공연
- 2004년 <상해탱고 上海探戈>
- 2006년 <중국제작-유원경몽> 창작, 주연
- 2007년 <이렇게 멀어, 그렇게 가까워 這麼遠,那麼近>
- 2009년 <중국식 교류> 창작, 감독

### 발레 창작
- 1994년 <작은 역>
- 1994년 <한 숨>

### 방송 활동
- 2000년 8월 《인간극장》, 한국 KBS1[4]
- 2001년 9월 5일 《수요기획》, 한국 KBS1[5]
- 2012년 토크쇼 프로그램 《금성당화성》 진행

### 영화
- 2002년 《성냥팔이 소녀의 재림》, 한국 영화
- 2004년 《똠얌꿍》, 태국 영화, ... 깡패 두목 역
- 2005년 《옹박 - 두 번째 미션》, 태국 영화

### 연극, 뮤지컬
- 1997년 《음악의 소리》, 뮤지컬 ... 연출
- 2012년 《간가》, 연극 ... 여자 주인공 역

## 상훈 경력
- 1985년 중국도리컵(桃李杯) 초청경연 특별우수상
- 1986년 제2회 전국무용경연 특별우수배우상
- 1991년 미국 무용제 최우수 안무상
- 1991년 미국 무용제 최우수 무용가
- 1998년 5월 중화인민공화국 문화부 문화상(文华奖)
- 2012년 프랑스 예술문화훈장 (L'Ordre des Arts et des Lettres)

## 가족 관계
진싱은 33세에 아들을 입양하였으며, 38세가 되던 2005년에 독일인 남성과 결혼하여 현재 3명의 입양아와 함께 거주하고 있다.
- 남편: 한스, 독일인
  - 아들: 도도(嘟嘟)
  - 딸: 니니(妮妮)
  - 아들: 소삼(小三)

## 기타
진싱은 2002년 대한민국의 영화 성냥팔이 소녀의 재림을 통해 영화 무대에 데뷔하였으며, 2005년 타이의 영화 옹박 - 두 번째 미션에도 출연하였다. 그밖에도 태국, 중국의 영화에도 배우로 출연하였다.

## 같이 보기
- 최승희
- 국수호
- 하리수